# Schöllkrippen
Schöllkrippen ist ein Markt im unterfränkischen Landkreis Aschaffenburg und der Sitz der Verwaltungsgemeinschaft Schöllkrippen.

## Geographie

Gemeindegebiet von Schöllkrippen

Gemeindeteile und Gemarkungen von Schöllkrippen

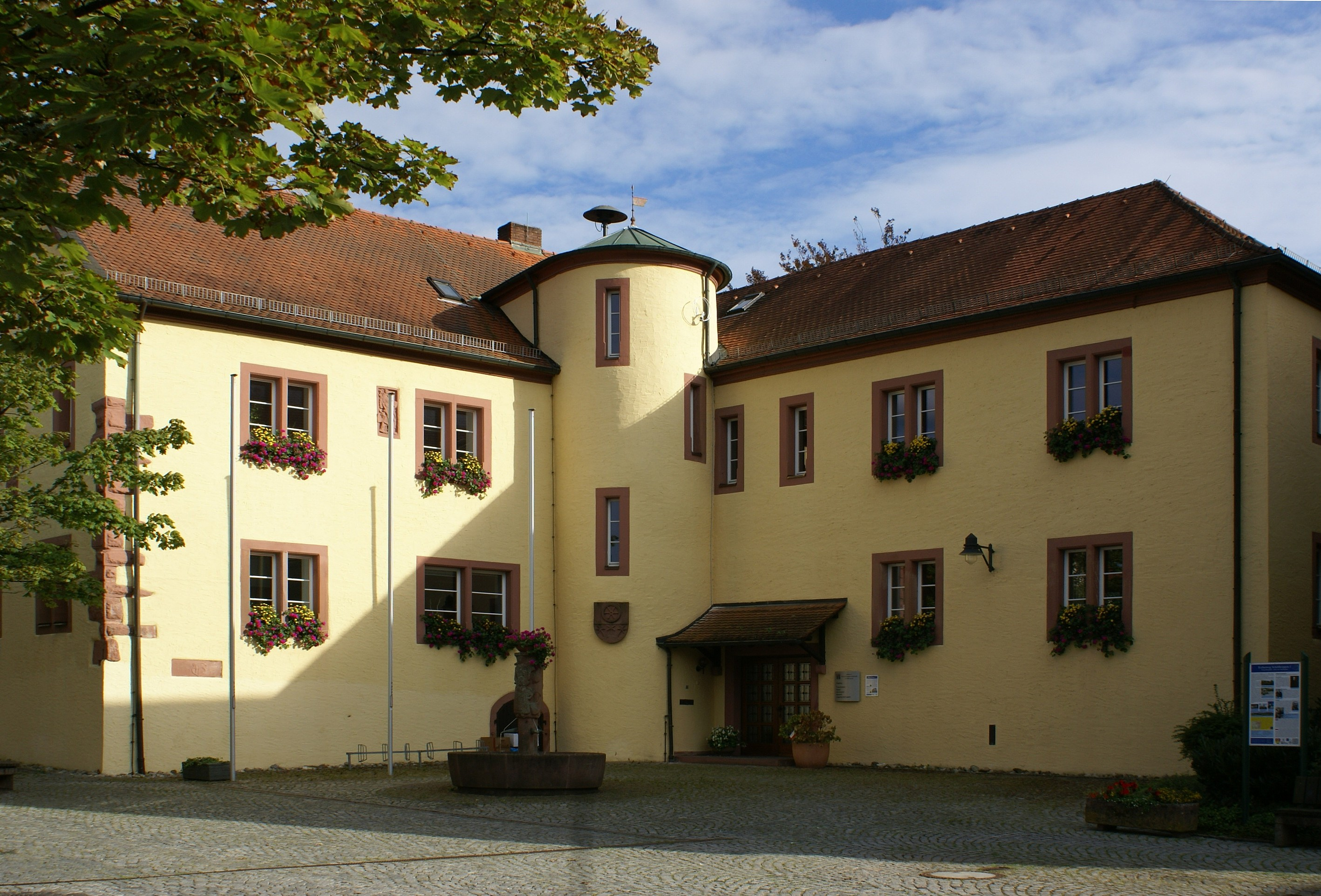
Das Rathaus der Verwaltungsgemeinschaft Schöllkrippen im ehemaligen Schloss

### Geographische Lage
Schöllkrippen liegt am westlichen Rand des Spessarts im oberen Kahlgrund. Ende 2004 wurde Schöllkrippen zur lebenswertesten Gemeinde am Bayerischen Untermain gewählt. Der Markt ist Verwaltungssitz der Verwaltungsgemeinschaft Schöllkrippen, der außer Schöllkrippen die Gemeinden Blankenbach, Kleinkahl, Krombach, Sommerkahl, Westerngrund und Wiesen angehören. Der topographisch höchste Punkt der Gemeinde befindet sich nördlich von Hofstädten am Ziegelberg mit 358 m ü. NHN (Lage), der niedrigste liegt an der Kahl bei Langenborn auf 196 m ü. NHN (Lage).
Das Dorf Schöllkrippen liegt an der Kahl zwischen Kleinlaudenbach und Blankenbach. Nördlich von Schöllkrippen befindet sich das Dorf Schneppenbach. In Schöllkrippen mündet der Westerbach in die Kahl. Der höchste Punkt der Dorfgemarkung befindet sich zwischen Schabernack und Vormwald auf 353 m ü. NHN (Lage), der niedrigste entspricht der der gesamten Gemeinde. Durch Schöllkrippen führen der Kahltal-Spessart-Radweg und der Fränkische Marienweg.

### Gemeindegliederung
Auf dem Gemeindegebiet gibt es drei Gemarkungen, die den ehemaligen Gemeinden entsprechen:
| Gemarkung           | Einwohner | Fläche (ha) |
| ------------------- | --------- | ----------- |
| Hofstädten          | 519       | 315         |
| Schneppenbach       | 1201      | 300         |
| Schöllkrippen       | 2386      | 645         |
| Markt Schöllkrippen | 4106      | 1260        |

Es gibt acht Gemeindeteile:
| Gemeindeteil  | Siedlungstyp | Höhe (m u. NHN) | Gemarkung     |
| ------------- | ------------ | --------------- | ------------- |
| Ernstkirchen  | Weiler       | 206             | Schöllkrippen |
| Hofstädten    | Dorf         | 245             | Hofstädten    |
| Langenborn    | Dorf         | 200             | Schöllkrippen |
| Reuschberg    | Kloster      | 290             | Schöllkrippen |
| Röderhof      | Weiler       | 325             | Schöllkrippen |
| Schabernack   | Einöde       | 325             | Schöllkrippen |
| Schneppenbach | Pfarrdorf    | 217             | Schneppenbach |
| Schöllkrippen | Hauptort     | 206             | Schöllkrippen |

Die früheren Orte Waag, Gasse und Hofgut sind heute mit Schöllkrippen baulich zusammengewachsen.

### Nachbargemeinden
| Gemeinde Geiselbach  | Gemeinde Westerngrund                       | Gemeinde Kleinkahl                            |
| Gemeinde Krombach    | Kompassrose, die auf Nachbargemeinden zeigt | Schöllkrippener Forst (Gemeindefreies Gebiet) |
| Gemeinde Blankenbach | Gemeinde Sommerkahl                         |                                               |

## Name

### Etymologie
Der Name Schöllkrippen leitet sich von den mittelhochdeutschen Wörtern schële, was Zuchthengst bedeutet, und kripfe, ein in Wasser gebautes Holzwerk, ab. Der ursprüngliche Name geht somit auf einen Futtertrog für Pferde zurück. Im Kahlgründer Dialekt wird der Ort Schöllkröbbe genannt.

### Frühere Schreibweisen
Frühere Schreibweisen des Ortes aus diversen historischen Karten und Urkunden:
| - 1255 Schelecreppen - 1282 Schreilecrůppen - 1290 Schelkrippen - 1306 Schelkruppen - 1312 Schelecrephe - 1317 Schelencruppe - 1332 Schellekripphen - 1349 Schellecreppen | - 1380 Schiltkrippe - 1400 Schelkripfen - 1437 Schelkrippen - 1516 Schelkropfen - 1530 Schoellkrippen - 1540 Schellkrippen - 1562 Schöllkrippen |

## Geschichte

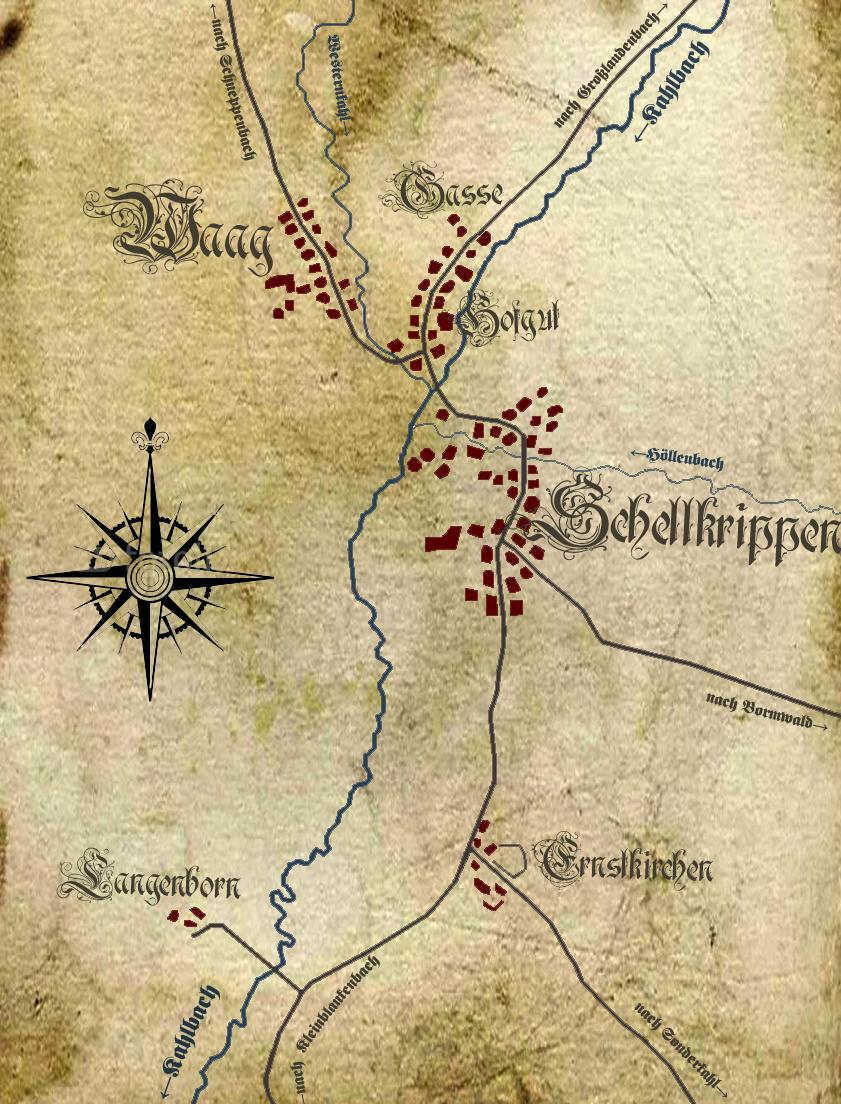
Schöllkrippen um 1800

### Gemeindefusion
Am 1. Januar 1811 schlossen sich die bis dahin selbstständigen Dörfer Waag, rechts des Westerbaches, Schellkrippen ⊙ links der Kahl, Gasse, an der Straße nach Großlaudenbach, Ernstkirchen, Langenborn und Hofgut zur Gemeinde Schöllkrippen zusammen. Diese bewohnten damals etwa 750 Einwohner. Die Gemeinde ging an Bayern über. 1858 bis 1943 bestand das Land- bzw. Amtsgericht Schöllkrippen.

### Verwaltungsgeschichte
Am 1. Juli 1862 wurde das Bezirksamt Alzenau gebildet, auf dessen Verwaltungsgebiet Schöllkrippen lag. 1939 wurde wie überall im Deutschen Reich die Bezeichnung Landkreis eingeführt. Schöllkrippen war nun eine der 42 Gemeinden im Landkreis Alzenau in Unterfranken. Mit Auflösung des Landkreises Alzenau im Jahre 1972 kam Schöllkrippen in den neu gebildeten Landkreis Aschaffenburg.

### Eingemeindungen
Die Gemeinde Schneppenbach wurde im Zuge der Gebietsreform in Bayern am 1. Januar 1972 nach Schöllkrippen eingegliedert. Seit dem 1. Mai 1978 ist Hofstädten ebenfalls ein Gemeindeteil von Schöllkrippen.

### Einwohnerentwicklung
Im Zeitraum 1988 bis 2018 stieg die Einwohnerzahl von 3287 auf 4241 um 954 Einwohner bzw. um 29 %, dem neben Mainaschaff höchsten prozentualen Zuwachs im Landkreis im genannten Zeitraum.  
Quelle: BayLfStat

## Politik

### Marktgemeinderat
Der Marktgemeinderat von Schöllkrippen hat (ohne Bürgermeister) 16 Mitglieder. Die vergangenen Kommunalwahlen ergaben folgende Sitzverteilung:
|      | CSU | SPD | GRÜNE | FWG | Gesamt   |
| 2008 | 7   | —   | 2     | 7   | 16 Sitze |
| 2014 | 6   | —   | 2     | 8   | 16 Sitze |
| 2020 | 8   | —   | 3     | 5   | 16 Sitze |

### Bürgermeister
1972 bis 1984: Otto Elsässer II (CSU)
1984 bis 1996: Karl-Peter Seitz (CSU)
1996 bis 2020: Reiner Pistner (FWG)
Seit 1. Mai 2020: Marc Babo (CSU). Bei der Kommunalwahl 2020 wurde er (bei zwei Mitbewerbern) im ersten Wahlgang mit 68,0 % der gültigen Stimmen zum neuen Bürgermeister des Marktes Schöllkrippen gewählt.

### Wappen
| | Blasonierung: „Geteilt von Rot und Gold; oben ein sechsspeichiges silbernes Rad, unten aus einem grünen Dreiberg wachsend drei schwarze Streitkolben“ |
| Wappenbegründung: Nach dem Aussterben der Grafen von Rieneck 1559 kam Schöllkrippen an das Erzstift Mainz, wo es von 1670 bis 1803 verblieb. Bereits vor 1670 besaßen die Bischöfe von Mainz große Teile des Gebiets um Schöllkrippen. An die Mainzer Herrschaft erinnert das sechsspeichige silberne Rad im roten Feld. Die Farben sind die des Erzbistums Mainz. Die drei Morgensterne im unteren Wappenteil sind einem Bildsiegel des Amts Schöllkrippen entnommen. Die Umschrift lautet SIG. AMPT SCHÖLLKRIPPEN. Hier wird zwar der Name Schöllkrippen genannt, es war aber sicherlich kein gemeindliches Siegel. Wahrscheinlich ist es das persönliche Wappen eines in Schöllkrippen ansässigen Beamten. Die dem Wappen beidseits beigefügten Buchstaben M und W verstärken diese Annahme. Eine Amtsperson mit diesen Namensbuchstaben ist zu dieser Zeit jedoch nicht bekannt. Da es sich um eine seltene Wappenfigur handelt, wurde sie für das neue Wappen gewählt. Das Wappen wurde in der Zeit um 1950 entworfen und wird seit 1954 geführt. | |

### Gemeindepartnerschaften
- Polen: Partnergemeinde von Schöllkrippen ist seit 2009 Kochanowice.

## Wirtschaft und Infrastruktur

### Wirtschaft
Durch die zentrale Lage Schöllkrippens hat sich der Markt seit Mitte der 1990er Jahre zum Einkaufszentrum im Kahlgrund entwickelt. Die zahlreichen Discounter erschließen den Spessart von Wiesen über Heigenbrücken bis Heinrichsthal, den oberen Kahlgrund von Geiselbach bis Blankenbach, den mittleren Kahlgrund von Königshofen über Mömbris bis Niedersteinbach, wie auch Eichenberg, Rottenberg und Feldkahl.
Nach der Aufgabe des Schöllkrippener WashTec-Standorts durch den Mutterkonzern in Augsburg standen die weitläufigen Hallen und Grundstücke auf der Gemarkung Ernstkirchen (Ortsausgang Richtung Blankenbach) fast drei Jahre leer. Mitte 2006 gelang es der Gemeinde dann, den Industriepark Ernstkirchen an verschiedene Firmen zu verkaufen. Etwa zwei Drittel der Fläche ging an die Firma Ferratec aus Hösbach, die seither ihre Produktionsmaschinen hier unterbringt. Die restliche Fläche teilten sich 4 kleinere Firmen sowie der Markt Schöllkrippen, der dort einen neuen Bauhof errichtete.

### Medien
- Der Heimatbote ist die örtliche Lokalzeitung.

### Verkehr

#### Kahlgrundbahn
Schöllkrippen ist Sitz der Kahlgrund Verkehrs-GmbH (KVG), dem Infrastrukturbetreiber der Bahnstrecke Kahl–Schöllkrippen. Diese wird seit dem 13. Dezember 2015 von der Westfrankenbahn mit Zügen befahren, die überwiegend bis Hanau Hbf verkehren.
In der KVG-Werkstatt am Bahnhofsgelände in Schöllkrippen werden die Triebwagen der Westfrankenbahn gewartet.

#### Buslinien
Die KVG betreibt weiterhin ihr umfangreiches Omnibusnetz im Nordspessart bis nach Aschaffenburg und in das benachbarte Hessen: Neue Busverbindungen nach Gelnhausen, Freigericht/Somborn und Heigenbrücken nahmen am 10. Dezember 2006 ihren Betrieb auf, um die Region oberer Kahlgrund und deren zahlreiche Pendler besser an das benachbarte Bundesland anzubinden. Hierbei ist jedoch ein großes Problem, dass die Busse zu Zeiten in Gelnhausen ankommen, wenn die Züge Richtung Frankfurt gerade abgefahren sind. 

#### Straßenanbindung
Die Staatsstraße 2305 (Frammersbach–Schöllkrippen–Alzenau) und die 2306 (Schöllkrippen–Geiselbach–Gelnhausen) sorgen für eine verkehrstechnisch gute Anbindung und begünstigten die Ansiedlung von Industrie und Gewerbe in Schöllkrippen.
Diese Autobahnen liegen mit Anschlüssen in der Nähe:
- Autobahn A 3 (über Anschluss Hösbach), von/nach Frankfurt (ca. 50 km entfernt) und Würzburg (ca. 80 km entfernt).
- A 45 (über Anschluss Alzenau), von/nach Gießen (90 km entfernt) und Frankfurt (ca. 50 km entfernt)
- A 66 (über Anschluss Gelnhausen/West), von/nach Fulda (ca. 75 km entfernt) und Gelnhausen/Hanau (ca. 15 bzw. 30 km entfernt)

## Kultur und Sehenswürdigkeiten

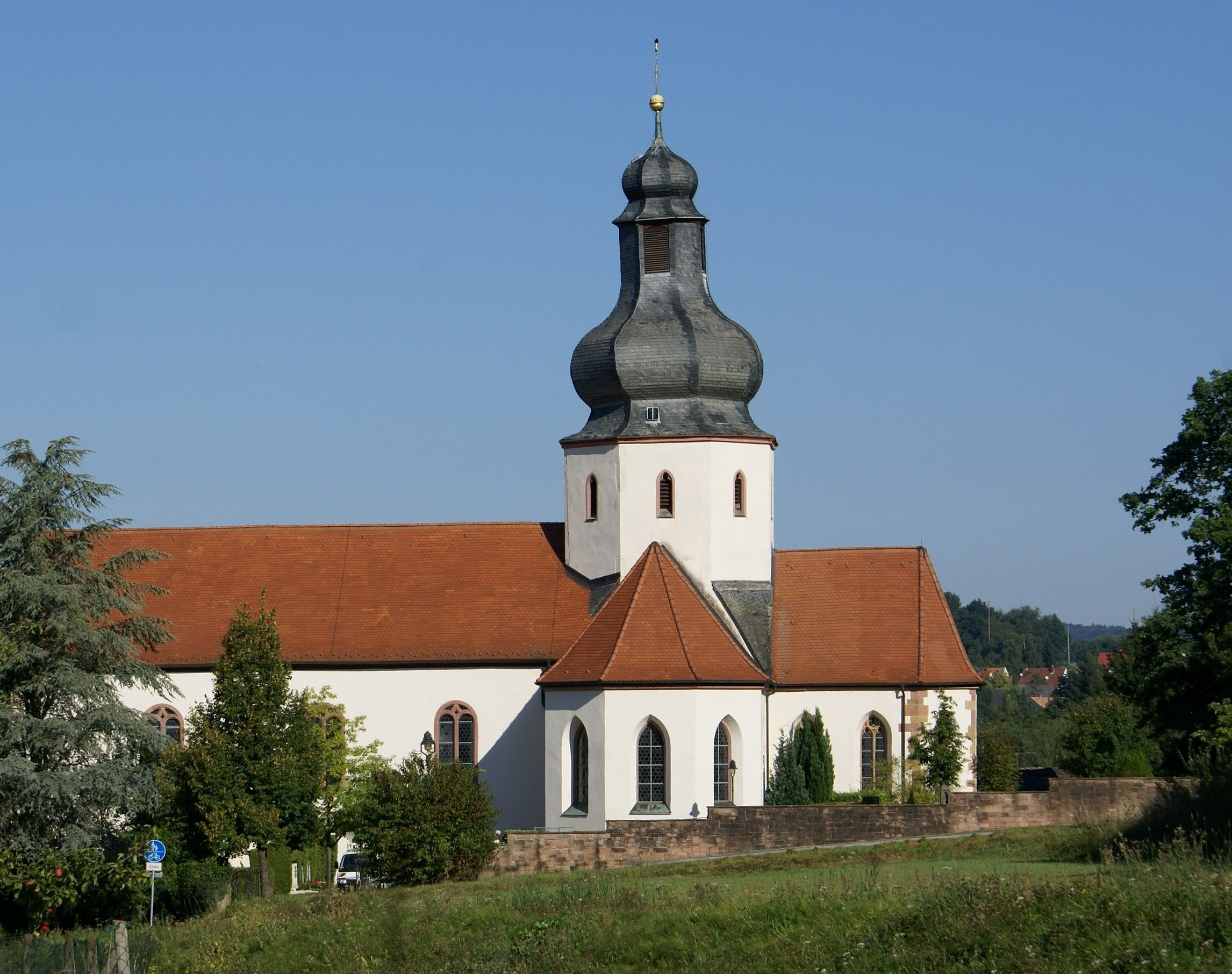
Pfarrkirche St. Katharina in Ernstkirchen

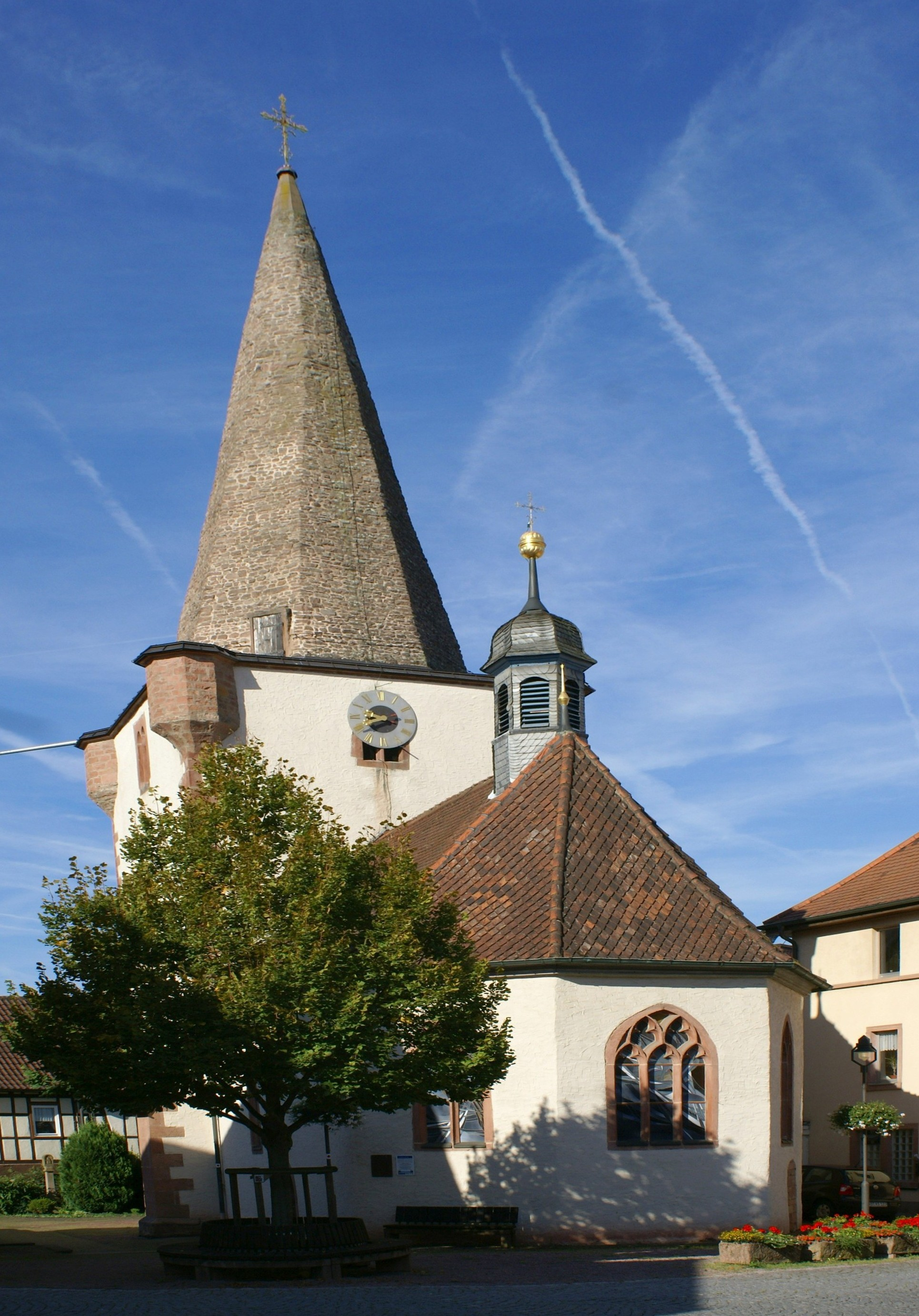
Kapelle St. Lukas im Zentrum von Schöllkrippen

### Bildung
Die Mittelschule Schöllkrippen hatte im Schuljahr 2016/2017 395 Schüler und 27 Lehrkräfte. Die Schüler kommen aus den Gemeinden Blankenbach, Geiselbach, Heigenbrücken, Heinrichsthal, Kleinkahl, Krombach, Schöllkrippen, Sommerkahl, Westerngrund und Wiesen.

### Kirchen und Kapellen
- Herz Mariä (Schneppenbach), katholisch
- St. Katharina (Ernstkirchen), katholisch
- St. Lukas (Schöllkrippen), im Eigentum der politischen Gemeinde
- St. Markus (Schöllkrippen), evangelisch-lutherisch
- St. Michael (Schneppenbach), im Eigentum der politischen Gemeinde

### Naturerlebnisbad
Bei einem Umbau des in den 1970er Jahren erbauten Freibades entstand im Jahr 2003 das Naturerlebnisbad Schöllkrippen. Es befindet sich östlich von Schöllkrippen am Höllenbach und bietet 2.350 m² Wasserfläche in dem an einen Badesee erinnernden Schwimmbereich mit ungechlortem Wasser. Kernstück des Bades ist die biologische Reinigung des Badewassers in zwei separat angelegten Regenerationsteichen (2.200 m²).
Hier werden in einem naturnahen Selbstreinigungsverfahren die Verunreinigungen des Badewassers auf rein biologischem Wege in mineralische Salze umgewandelt. Wasserpflanzen in den Regenerationsteichen, wie Schilf und Seerosen, nutzen diese Nährstoffe und geben auf diese Weise dem Bad sein ganz besonderes Ambiente. Das Wasser ist durch den gänzlichen Verzicht auf Chemikalien für Jung und Alt sehr gut verträglich. Die Wasserqualität steht durch die Gesundheitsbehörden unter ständiger Kontrolle.

## Persönlichkeiten
- Josef Simon (1865–1949), Gewerkschafter und Politiker (SPD)
- Berthold Kihn (1895–1964), Psychiater und Neurologe, Professor und T4-Gutachter
- Georg Polomski (1920–2020), Verleger in Baden-Baden, Schauspieler und Schriftsteller, von 1945 bis 1949 Theaterintendant für die Junge Bühne Schöllkrippen[15]
- Stefan Winckler (* 1967), Zeithistoriker und Publizist
- Johannes Scherer (* 1973), Radio- und Fernsehmoderator und Comedian[16]